# Notre-Dame-de-Sanilhac
Notre-Dame-de-Sanilhac là một xã của Pháp, nằm ở tỉnh Dordogne trong vùng Aquitaine của Pháp. Xã này có diện tích 25,79 km2, dân số 2725 người.

## Thông tin nhân khẩu
| Năm    | 1962  | 1968  | 1975  | 1982  | 1990  | 1999  | 2004  |
| ------ | ----- | ----- | ----- | ----- | ----- | ----- | ----- |
| Dân số | 1 760 | 1 927 | 2 062 | 2 220 | 2 577 | 2 617 | 2 725 |